# サリム・アラシェ
サリム・アラシェ（Salim Arrache、1982年7月14日 - ）は、フランス・ブーシュ＝デュ＝ローヌ県・マルセイユ出身のサッカー選手。元アルジェリア代表である。ポジションはMF。

## 経歴
2001年にRCストラスブールの下部組織に入団し、2003年にリーグ・アンデビューした。同年にアルジェリア代表に初招集された。2006年には膝に大怪我を負い、そのままストラスブールを契約切れになった。2007年、膝の回復を機に憧れのクラブだったオリンピック・マルセイユと契約を結ぶも、出場機会が少なく、チャンスを求めてレンタル生活が続いた。2009年自由契約でSCバスティアに移籍するも12月に契約を解除し、2010年1月にPASヨアニナと契約した。

## 代表歴
アルジェリア代表
2004年4月28日中国代表戦でデビューし、ブルキナファソ代表戦で初ゴールを記録した。

## タイトル
- RCストラスブール

リーグ・カップ 2007

## 所属クラブ
- RCストラスブール　2003-2006
- オリンピック・マルセイユ  2007-2009

→  トゥールーズFC　2008.1-2008.6 (Loan)
→  スタッド・ランス  2008-2009 (Loan)
- SCバスティア 2009
- PASヤニナFC 2010.1-.6
- アステラス・トリポリスFC 2010-2011
- アル・カーディシーヤ・クウェート 2011-2012
- ACアジャクシオ 2013-2014
- 成都天誠足球倶楽部 2014
- カロニFC 2015